# فقط جوانان (ترانه تیلور سوئیفت)
«فقط جوانان» (به انگلیسی: Only the Young) تک‌آهنگی تبلیغاتی از هنرمند اهل ایالات متحده آمریکا تیلور سوئیفت است. این تک‌آهنگ تبلیغاتی برای فیلم مستند دوشیزه آمریکایی است.